# Agricoltura nell'antica Grecia

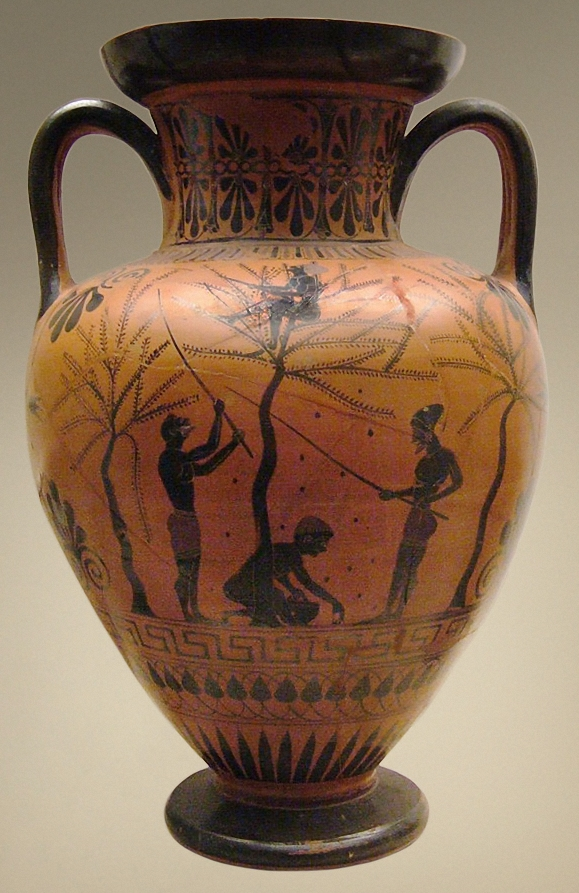
Scena di raccolta di olive su un'anfora a figure nere. British Museum

L'agricoltura nell'antica Grecia era alla base dell'economia del paese.
Circa l'80% della popolazione era impiegato in questa attività.

## Ambiente
Il clima del Mediterraneo era caratterizzato da due stagioni: la prima secca e calda, da aprile a settembre (con i fiumi che tendevano ad andare in secca); la seconda, da ottobre a marzo, umida e caratterizzata da frequenti violente tempeste di pioggia portate dai venti occidentali, ma con temperature miti, al riparo dal gelo. D'altra parte, in montagna gli inverni potevano essere freddi e nevosi.
L'Attica, le Cicladi, il sud del Peloponneso, e Creta, avevano un clima più secco rispetto al resto della Grecia.

## Prodotti agricoli

### Fattoria

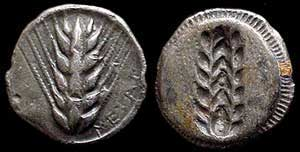
Una spiga d'orzo, simbolo di ricchezza rappresentata in una statera di una città del Metaponto, Magna Graecia, c. 530–510 a.C..

Durante i primi tempi della storia greca, come mostrato nell'Odissea, l'agricoltura e la dieta dei greci era basata su cereali (il sitos, anche se di solito tradotto come grano, potrebbe infatti designare qualsiasi tipo di cereale). In realtà, il 90% della produzione di cereali era orzo. 
Anche se gli antichi erano consapevoli del miglior valore nutritivo del grano, la coltivazione di orzo era meno impegnativa e più produttiva. Sono stati fatti tentativi per calcolare la produzione di grano in Attica in quel periodo, ma i risultati non sono stati soddisfacenti.
Non ci volle molto perché la domanda superasse le capacità di produzione, poiché la terra arabile era molto limitata. La "ristrettezza" della terra coltivabile (in greco antico: στενοχωρία? / stenokhôría) spiega anche la necessità della colonizzazione greca e l'importanza che le cleruchie anatoliche avrebbero avuto nel controllo della produzione di grano nell'impero ateniese.
D'altra parte, la terra greca era adatta per la coltivazione dell'ulivo che forniva grandi quantità di olio. La coltivazione dell'ulivo risale a un'epoca arcaica della storia greca. Gli uliveti erano un investimento a lungo termine: ci volevano più di venti anni perché un albero iniziasse a produrre olive, e fruttificava soltanto ad anni alterni. L'uva era un altro importante frutto della terra rocciosa, ma richiedeva molta cura anche se veniva coltivata sin dall'età del bronzo.
Queste colture principali erano affiancate dalla coltivazione di ortaggi e legumi (cavolo, cipolla, aglio, lenticchie, ceci e fagioli) e piante aromatiche (salvia, menta, timo, santoreggia e origano). I frutteti comprendevano piante di fichi, mandorli, meli e peri. Altre piante coltivate erano il lino, il sesamo e il papavero da oppio.

### Allevamento di bestiame

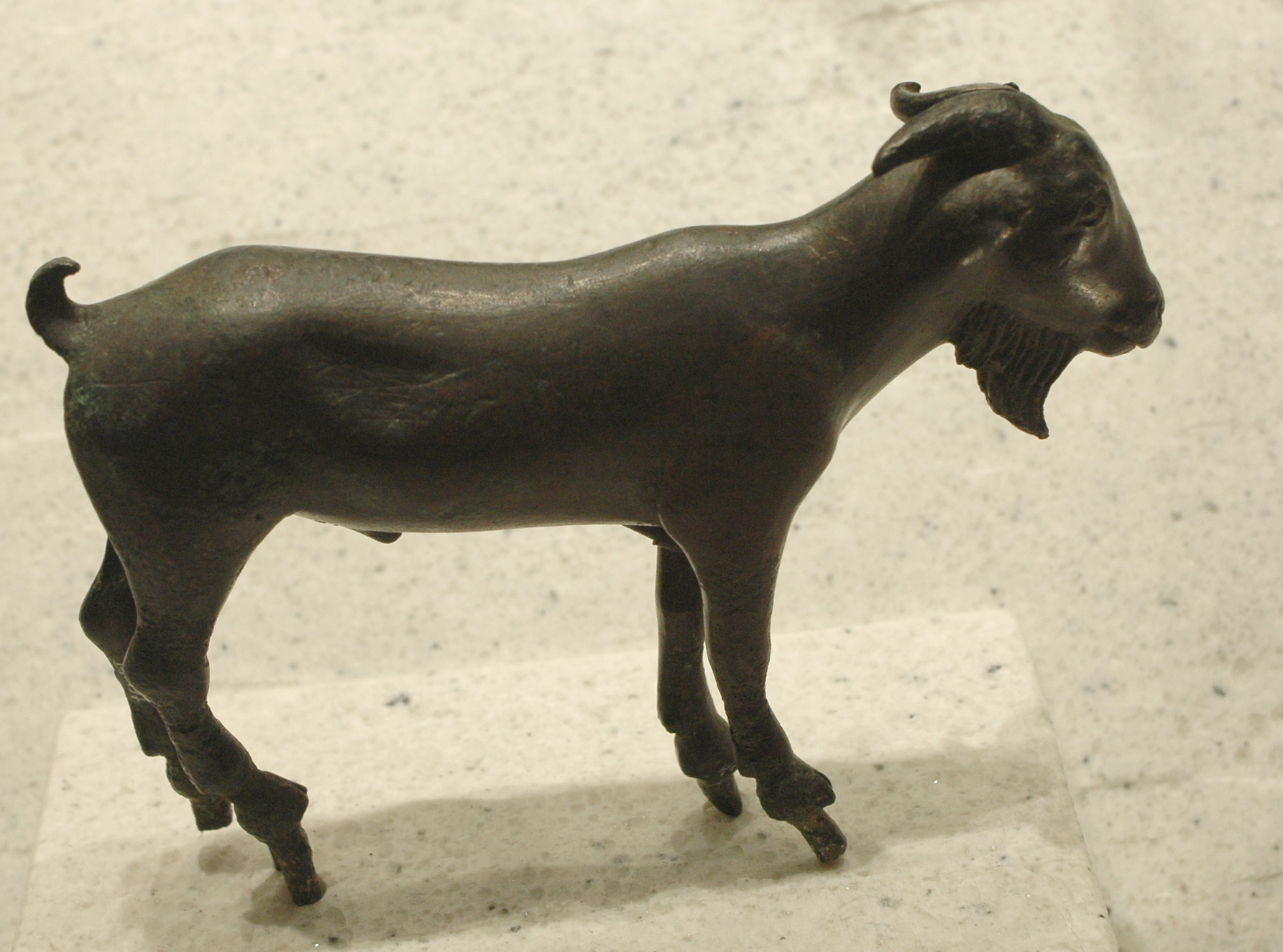
Capra in bronzo ritrovata nel demo di Kephissia, V secolo a.C., Louvre

La zootecnia era vista come un segno di potere e di ricchezza nelle opere di Omero, ma non era ben sviluppata nell'antica Grecia. Mentre la civiltà micenea aveva familiarità con l'allevamento di bestiame, in pratica era limitato dall'espansione geografica su terreni poco adatti. Capre e pecore divennero rapidamente il bestiame più comune; meno difficili da allevare, fornivano carne, lana e latte (di solito trasformato in formaggio). 
Altri animali allevati erano il maiale e il pollame (pollo e oche). I bovini erano rari e normalmente usati come animali da lavoro, anche se talvolta venivano utilizzati come animali sacrificali (vedi Ecatombe). Gli asini, i muli e i loro incroci, venivano allevati come animali da soma o animali da tiro.
I cavalli venivano allevati nelle pianure della Tessaglia e dell'Argolide; era un animale di lusso, considerato aristocratico. Le nuvole, una commedia di Aristofane, illustrava lo snobismo equestre degli aristocratici ateniesi: Fidippide, il figlio dell'eroe aveva una dipendenza per i cavalli da corsa e così rovinò suo padre Strepsiade. 
È probabile che la maggior parte delle fattorie praticasse in maniera modesta anche la zootecnia; pollame o piccoli animali da pascolo lasciati andare su terreni non sfruttati o alimentati con scarti di cucina. Esistevano anche aziende che si occupavano sia di agricoltura che di zootecnia, oltre che quelle specializzate nell'allevamento del bestiame. Un'iscrizione menzionava un certo Eubolo di Elateia, in Focide, proprietario di 220 vitelli e cavalli, oltre che almeno 1 000 pecore e capre. Le greggi di pecore venivano spostate tra la valle in inverno e la montagna in estate. Esistevano delle tasse per il transito o la sosta di greggi nelle città.
Si allevavano anche bovini, ma non erano così diffusi come gli altri animali domestici.

### Altri prodotti
Altro prodotto importante era il legname, principalmente impiegato per usi domestici; case e carri erano di legno, così come l'aratro (aratron). Le foreste greche, situate sugli altipiani, furono spogliate dalle capre e dalla produzione di carbone necessario per l'attività di estrazione del piombo e dell'argento nel grande complesso minerario del Laurio; non passò molto tempo prima che dovesse essere importato soprattutto per la produzione di navi (vedi trireme).
L'apicoltura era molto importante in quanto forniva il miele, l'unica fonte di zucchero nota ai greci. Veniva utilizzato anche in medicina e nella produzione di idromele. Gli antichi greci non avevano accesso alla canna da zucchero. L'Imetto, regione dell'Attica, era noto per la qualità del miele prodotto La cera d'api veniva utilizzata nel processo di fusione a cera persa per produrre statue di bronzo ma anche medicamenti.
Il bronzo veniva usato per la costruzione di attrezzi agricoli e armi.

## Lavori agricoli

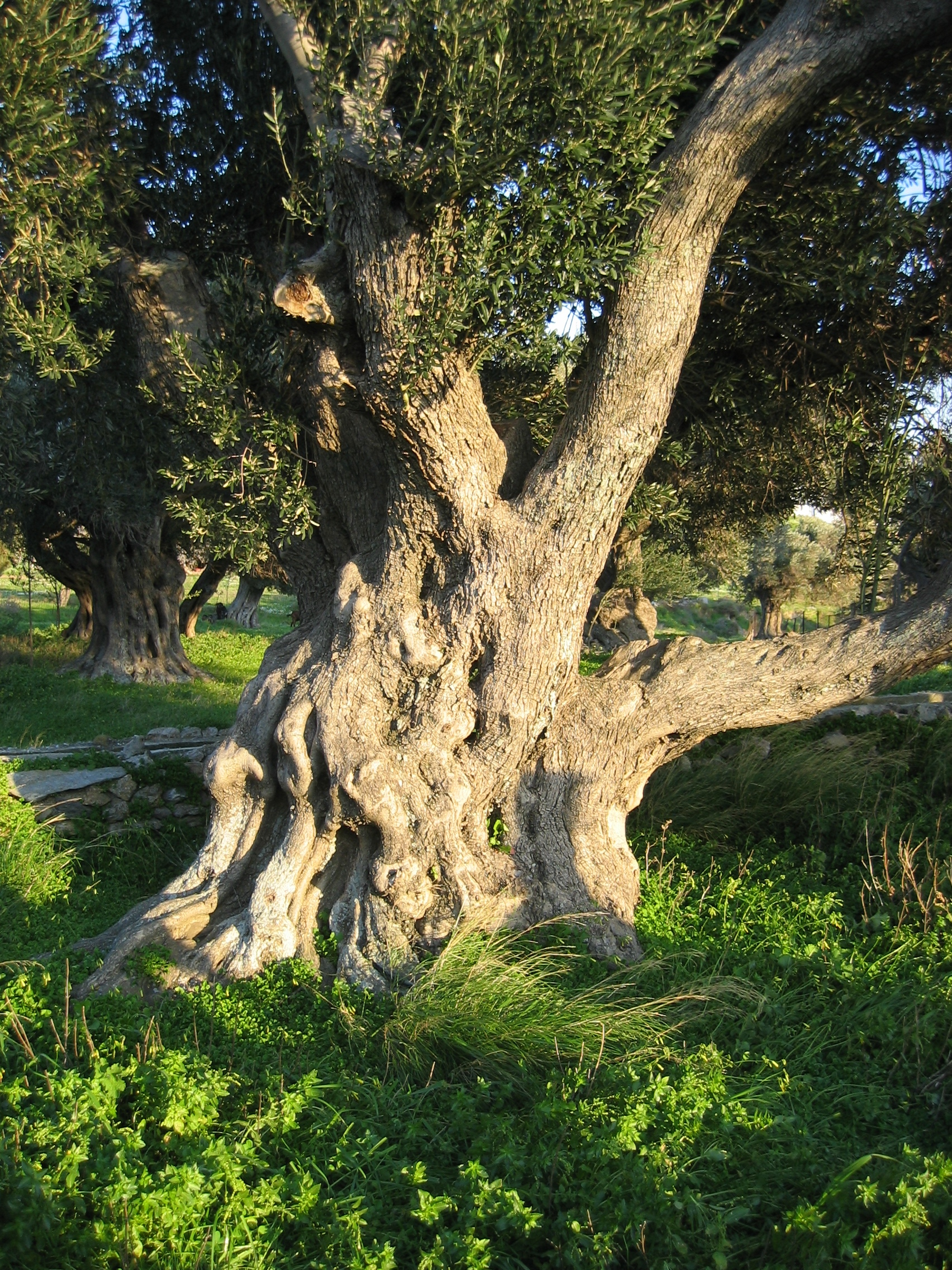
L'ulivo; un fondamento dell'agricoltura greca — qui a Karystos in Eubea

Esiodo in Le opere e i giorni nell'VIII secolo a.C. e Senofonte in Oeconomicus del IV secolo a.C., diedero informazioni sulla lavorazione della terra.
La raccolta delle olive si svolgeva dal tardo autunno all'inizio dell'inverno, sia a mano che con la pertica. Le olive venivano collocate in cesti di vimini e lasciate fermentare per un paio di settimane prima di essere pressate. La pressa a vite, anche denominato pressa greca da Plinio il Vecchio (XVIII, 37) fu un'invenzione romana del II secolo a.C. L'olio veniva conservato in vasi di terracotta. Questo era anche il tempo per la potatura degli alberi e delle viti e della raccolta dei legumi.
La primavera era la stagione delle piogge; gli agricoltori approfittavano di questo periodo per lavorare la terra. Praticavano la rotazione biennale delle colture, alternando di anno in anno tra terreni incolti e coltivati. I tentativi di introdurre la rotazione delle colture triennale con i legumi nel terzo anno, incontrò problemi dovuti al terreno povero greco e l'assenza di meccanizzazione. I greci non usavano concime animale, probabilmente a causa del basso numero di capi di bestiame. L'unico additivo per il terreno erano le erbacce lasciate sul terreno dopo la raccolta del maggese.
In estate era indispensabile l'irrigazione. Nel mese di giugno si provvedeva alla falciatura del grano e dell'orzo. La trebbiatura veniva fatta con l'ausilio degli animali; le spighe venivano calpestae da buoi, asini o muli, e il grano immagazzinato. Le donne e gli schiavi lavoravano la terra e facevano il pane.
All'inizio dell'autunno, si tagliava il bosco per preparare mobilio e legna da ardere; mentre gli inverni erano miti sulla costa potevano essere freddi negli altopiani. Gli agricoltori dovevano rompere la crosta dura che si era formata durante l'estate sui campi di grano. Per fare ciò erano richiesti tre passaggi in quanto l'aratro era di legno (parti di metallo erano rare) e riuscivano soltanto a scalfire il terreno senza riuscire a rivoltarlo. Anche zappa e vanga erano utilizzati per rompere le zolle di terra. Il terreno veniva seminato a mano. Questo era anche il momento della vendemmia: le uve venivano pigiate con i piedi in grandi vasche e in seguito il vino veniva lasciato fermentare in brocche. Dopo questo processo, la gente poteva bere e godersi il vino ambrosia.

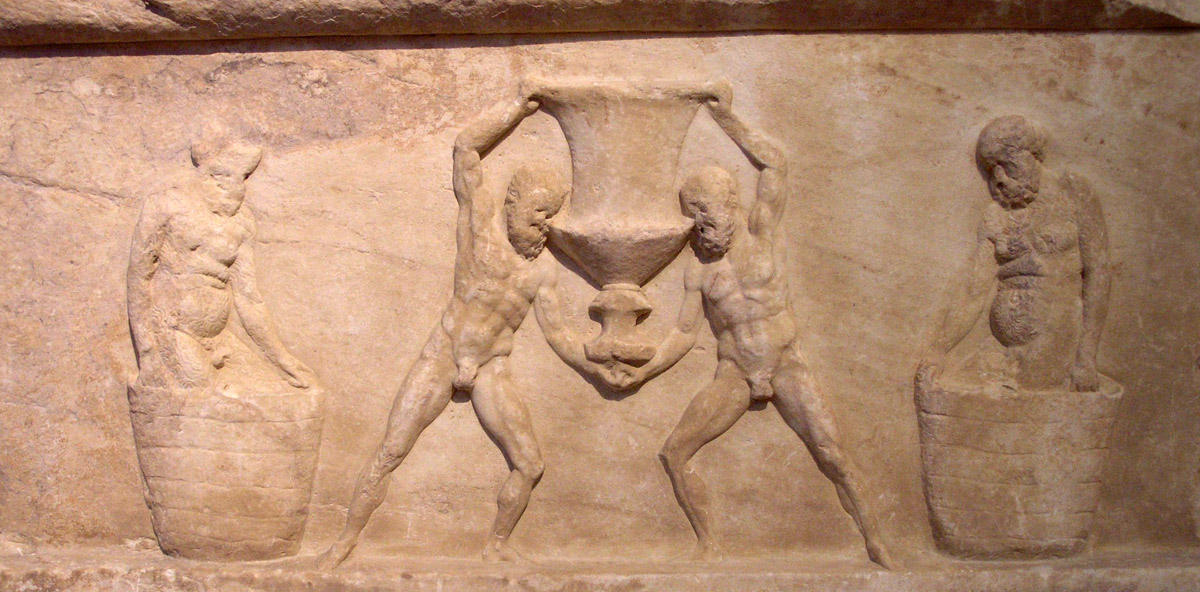
Satiri che fanno il vino, Bassorilievo dionisiaco da un altare di epoca sconosciuta, Museo archeologico nazionale di Atene

Nei quasi quattro secoli che passano tra Esiodo e Senofonte, nessun miglioramento intervenne in agricoltura. Gli attrezzi rimasero mediocri e non vi furono invenzioni per alleggerire il lavoro degli uomini o degli animali. Solo con l'avvento dei romani il mulino divenne molto diffuso, impiegando la potenza idraulica per aumentare quella muscolare utilizzata fino ad allora. Si dovette poi arrivare al Medioevo per avere dei veri aratri per ben rivoltare la terra. Né l'irrigazione, né il miglioramento del suolo, né zootecnia videro notevoli progressi. Solo la terra più ricca, come quella di Messinia era in grado di dare due raccolti all'anno.

## Proprietà agricole
Ad eccezione di Atene, e di alcune aree nelle quali indagini aeree hanno consentito l'analisi della distribuzione storica dei terreni, l'assegnazione delle proprietà agricole non è ben nota. Prima del V secolo a.C., è certo che la terra apparteneva a grandi proprietari terrieri, come gli eupatridi dell'Attica. Tuttavia, l'uso del territorio variava a seconda delle regioni; in Attica i grandi latifondi erano stati divisi in lotti più piccoli, mentre in Tessaglia erano gestiti da singoli proprietari terrieri.
Dall'VIII secolo a.C. crebbero le tensioni tra i grandi proprietari terrieri e i contadini, che incontravano sempre maggior difficoltà nel sopravvivere. Questo può essere probabilmente spiegato con la crescita della popolazione causata da una ridotta mortalità infantile, e aggravata dalla pratica di suddividere equamente la terra fra i numerosi eredi ad ogni generazione (attestata sia da Omero che da Esiodo). Ad Atene, la crisi è stata risolta con l'arrivo di Solone nel 594 a.C. Egli proibì la schiavitù per debito e introdusse altre misure volte ad aiutare i contadini. Nel V secolo a.C., la pratica della liturgia (in greco antico: λειτουργία? / leitourgia - letteralmente, "opera pubblica") pose la responsabilità della fornitura di servizi pubblici pesantemente sulle spalle dei ricchi, e portò a una riduzione su larga scala della proprietà terriera. Si stima che la maggior parte dei cittadini aventi il rango di oplita avessero una proprietà di circa 5 ettari di terreno. A Sparta, le riforme di Licurgo portarono ad una drastica redistribuzione della terra, con una prevalenza di 10/18 lotti per ettaro ( kleroi) distribuiti a ogni cittadino. Altrove, i tiranni intrapresero redistribuzioni di terreni sequestrati ai nemici politici ricchi.
Dal IV secolo a.C. in poi la proprietà cominciò a diventare concentrata tra pochi proprietari terrieri, in particolare a Sparta dove secondo Aristotele, il paese era passato nelle mani di pochi ( Politica, II, 1270a).. Tuttavia, le tenute degli aristocratici in Grecia non raggiunsero mai le dimensioni del grande latifondo romano; durante il periodo classico, il ricco Alcibiade possedeva solo 28 ettari,(Platone, 1 Alcibiades, 123c). In ogni caso, la terra rimaneva intimamente associata al concetto di ricchezza. Il padre di Demostene possedeva 14 talenti e solo una casa con terreno di proprietà, ma era un'eccezione. Quando il banchiere Pasione fece fortuna, si affrettò a comprare diversi terreni.
Alcuni terreni greci erano pubblici e/o sacri. Ogni città possedeva tali terreni e si stima che ad Atene, durante il periodo classico, questi terreni rappresentasseno un decimo delle terre coltivabili. Questa era una divisione amministrativa e le proprietà appartenevano alla città (per esempio in Attica, erano di un demo) o a un tempio. Queste terre venivano affittate a privati.